# Radana Bartůňková
Radana Bartůňková, roz. Lencová (2. listopadu 1975 – srpen 2023?), byla česká výtvarnice, autorka písma Comenia Script, které se používá k výuce psaní na části českých základních škol.
Magisterské (2000) a doktorské studium (2005) absolvovala v Ateliéru písma a typografie Vysoké školy uměleckoprůmyslové v Praze.
Pětkrát se umístila v soutěži Nejkrásnější kniha roku za grafické zpracování různých publikací.

### Související stránky
- Comenia Script